# Пекре
Пекре (словен. Pekre) — поселення в общині Марибор, Подравський регіон‎, Словенія.